# Надир-Мухаммад
Надир-Мухаммад (1594 — 1651) — 5-й володар Бухарського ханства у 1642—1645 роках.

## Життєпис

### Правитель Балху
Походив з династії Аштарханідів, гілки Тука-Тимуридів. Син Дін-Мухаммада. Народився 1594 року в Бухарі. 1598 року його батько загинув у битві біля Герату. Виховувався при дворі діда хана Джані-Мухаммада. 1603 року разом з братом Імамкулі придушив повстання Тимуридів в Кулябі й Тохаристані.
1605 року новий хан Валі-Мухаммад (стрийко Імамкулі) надав йому у володіння Кеш. 1606 року Імамкулі і Надир-Мухаммад придушили повстання феодалів Балху, Чаганіану й Хісару. Того ж року брав участь в обороні Самарканду від казахського султана Абилая, правителя Туркестана і Шаша. За цим отримав від хана Балх, втративши Кеш.
1609 року Валі-Мухаммад призначив аталиком в Балх Шабке-кукелташа. Останній невдовзі фактично відсторонив від правління Надир-Мухаммада. У відповідь прихильники останнього вчинили заколот, вбивши Шабке-кукелташа. Натомість Валі-Мухаммадз військом рушив на Балх. До Надир-Мухаммада приєднався брат Імамкулі, що панував в Самарканді. За посередництва шейхів вдалося укласти мир між Валі-Мухаммадом та братами.
1610 року Імамкулі й Надир-Мухаммад спробували розширити володіння. Але не вдалося захопити Чаганіан. Втім вони вправно захистили Термез від Валі-Мухаммада. Напочатку 1611 року внаслідок змов емірів в Бухарі й Самарканді владу Валі-Мухаммада було повалено. У лютому того ж року Імамкулі було оголошено бухарським ханом.
Того ж року після остаточної перемоги над Валі-мухаммадом отримав титул хан-і хурда (молодшого хана), а згодом — хусрав-ісаларутбат. Втім фактично панував в Балхській області. У 1612—1613 роках брав участьу кампанії проти казахського хана Єсіма. В цей час Рустам-султан (син Валі-мухаммада) за допомоги персів спробував захопити Балх, проте невдало. 1622 року здійснив грабіжницький похід до Хорасану.
Протягом 1632—1639 років підкорив бадахшанські невеличкі володіння Дара, Дарваз, Раушан, Читрал, Замм. Також сплюндровано область Катура в долині річки Кокча. Водночас посилив напади на Хорасан. В результаті кизилбаські еміри Хорасану 1632 року погодилися сплачувати поземельний податок(харадж). 1638 року Надир-Мухаммад стикнувся з політичними амбіцями могольського падишаха Шах Джахана. Лише невдачі останнього у 1639 році в області Хазараджат завадили моголам вдертися до Балху.
1642 року його брат Імамкулі-хан зрікся влади. Тепер бухарським ханом став Надир-Мухаммад.

### Хан
Невдовзі стикнувся з амбіціями своїм синів Абдалазіза і Субхан-кулі. Також доволі швидко хан налаштував проти себе найвпливовіших бухарських емірів, оскільки на провідні посади призначив вихідців з Балху. Надав допомогу казахському хану Жанібеку у війні проти джунгарського хана Батур-хунтайджі (відправив військо на чолі із самаркандським хакімом Ялангтуш Багадур-бієм).
1643 року внаслідок повстання в Ходженті владу захопив Санджар-султан, що оголосив себе сином Імамкулі-хана. Проти нього хан відправив сина Абдалазіза. Втім військо останнього стало виказувати ознаки непокори. Тому Абдалазіз перейшов на бік заколотників. Тоді Надир-Мухаммад відправив проти останнього нове військо, що перейшло на бік Абдалазіза. Також інші сини хана — Субхан-Кулі й Хусрав-султан — 1645 року визнали того володарем.
За цих обсатвин Надир-Мухаммад звернувся по допомогу до могольського падишаха. Останній відправив військо на чолі із сином Мурадом Бахшою, який швидхо опанував Балхом та навколишними землями. Невдовзі Надир-Мухаммад виявив, що той не збирається відновлювати його на троні, а навпаки готує його полон. Тоді Надир-Мухаммад прорвався до перського шаха Аббаса II.
1648 року за підтримки персів відвоював Балх у моголів. Після цього визнавзверхністьшаха. Але 1651 року після 2-місячної облоги капітулював перед військами Абдалазіз-хана. Після цього його було відправлено у хадж до Мекки. Помер під час подорожі. Поховано в Медіні.